# Průsmyk Katara

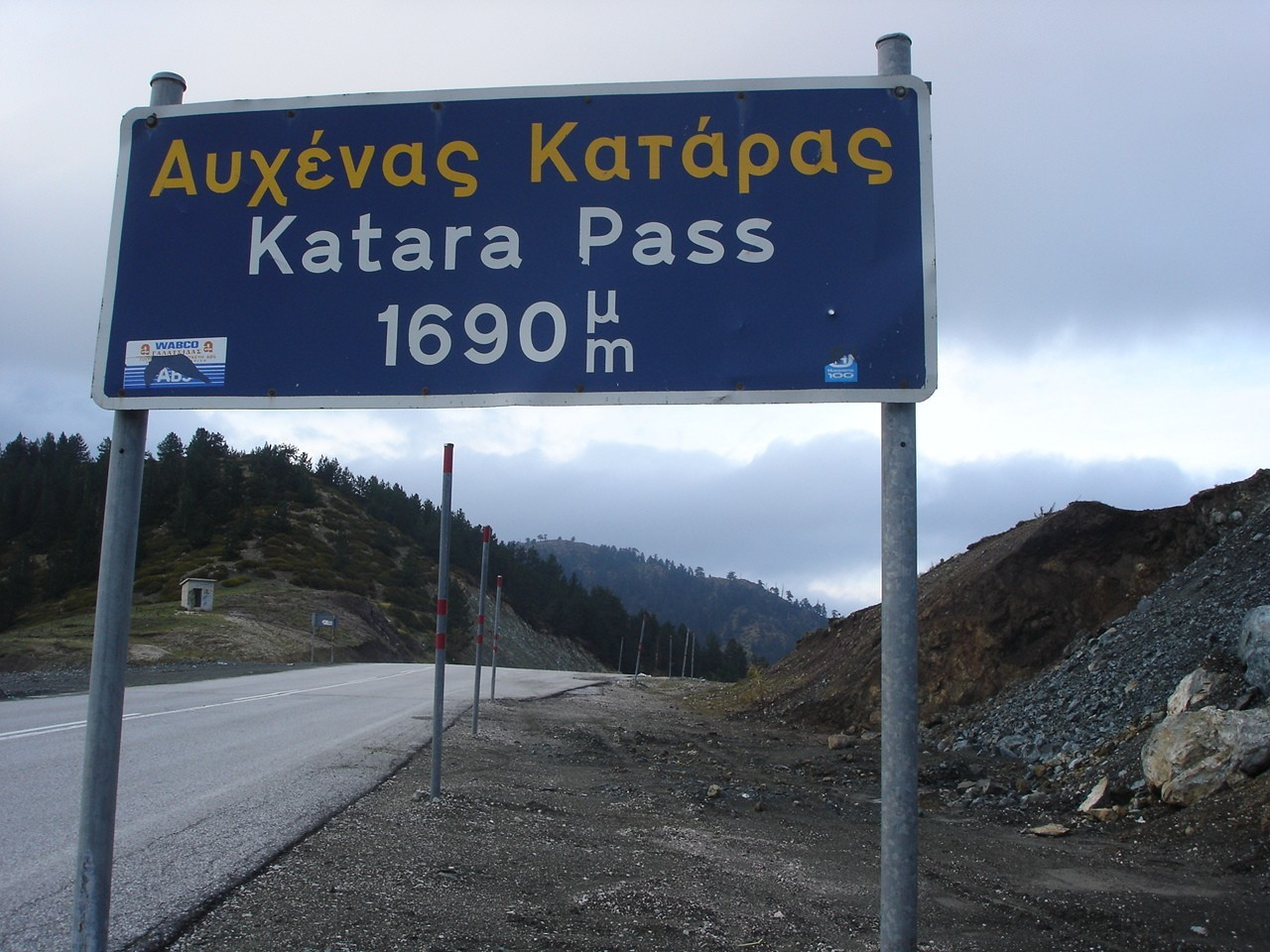

Průsmyk Katara (řecky Πέρασμα της Κατάρα; anglicky Katara Pass) nebo průsmyk Metsovo (anglicky Metsovo Pass) je horský průsmyk v pohoří Pindos v severním Řecku. Nachází se 5 km severovýchodně od města Metsovo. Nachází se na hranici Epirusu (regionální jednotka Ioánnina) a Thesálie (regionální jednotka Trikala) a tvoří předěl mezi povodím Aoos na jihozápadě a Pineios na východě. Jeho nadmořská výška je 1690 m, což z něj činí jeden z nejvyšších průsmyků v zemi. Přes průsmyk vede řecká státní silnice 6 (Larissa - Trikala - Metsovo - Ioannina - Igumenica). S otevřením dálnice Egnatia Odos, která prochází tunely dále na jih, doprava prudce poklesla.